# اچ‌ام‌اس امبوش (۱۸۱۴)
اچ‌ام‌اس امبوش (۱۸۱۴) (به انگلیسی: HMS Ambush (1814)) یک کشتی بود. این کشتی در سال ۱۸۰۵ ساخته شد.